# Schizachyrium delavayi
Schizachyrium delavayi är en gräsart som först beskrevs av Eduard Hackel, och fick sitt nu gällande namn av Norman Loftus Bor. Schizachyrium delavayi ingår i släktet Schizachyrium och familjen gräs. Inga underarter finns listade i Catalogue of Life.